# 허태학
허태학(許泰鶴,경상남도 고성군, 1944년 6월 15일~)은 대한민국의 기업인이다. 삼성그룹의 최장수 CEO로 42년간 삼성에 몸 담아온 삼성맨이며, 삼성중앙개발에 입사한 이래 삼성에버랜드, 삼성석유화학, 호텔신라의 대표이사 사장을 역임했다. 현재는 삼성석유화학의 고문으로 재직하고 있다. 변화와 혁신의 CEO로도 잘 알려져 있다.

## 학력
- 1967.02 경상대학교 농과대학 졸업
- 1982.08 코넬대학교 호텔경영과정 수료(미국 아이비리그)
- 1993.12 연세대학교 경영대학원 최고경영자과정 수료
- 2001.05 경상대학교 명예 경영학 박사
- 2002.01 한양대학교 국제관광대학원 엔터테인먼트 최고경영자과정 수료

## 경력
- 대한민국 육군 중위 예편(ROTC 5기)
- 1969.11 삼성그룹 중앙개발(주)입사
- 1981.02 호텔신라 부총지배인
- 1984.03 호텔신라 영업,신규사업,면세점,식음조리부문 이사
- 1989.01 제주신라호텔 총지배인(상무이사)
- 1992.06 호텔신라 면세점 사업본부장(전무이사)
- 1993.09 삼성에버랜드 개발사업 본부장
- 1993.11 삼성에버랜드 대표이사
- 1997.01 삼성에버랜드 대표이사 사장
- 2002.03 호텔신라와 삼성에버랜드 사장 겸임
- 2003.01 삼성석유화학 대표이사 사장
- 2009.01 삼성석유화학 상담역(고문)
- 연세대학교 경영대학원 총동창회 부회장
- 대한민국 ROTC중앙회 부회장
- 한국능률협회 부회장 등 다수

## 수상
- 금탑산업훈장,동탑산업훈장
- 고객만족경영대상
- 한국경영자상 등 다수

## 저서
- 2007 고객가치를 경영하라
- 2011 마음을 얻어야 세상을 얻는다